# Centrale Registratie van Zorgvragen
Centrale Registratie van Zorgvragen (CRZ), in Vlaanderen, is een samenwerkingsverband dat zorgt voor een overzicht van alle zorgvragen van personen met een handicap die in Vlaanderen worden genoteerd als werkgegevens voor het Vlaams Agentschap voor Personen met een Handicap

## Structuur
Binnen elke provincie is er in het kader van het regionaal welzijnsoverleg een samenwerkingsverband tussen de voorzieningen voor personen met een handicap, verwijzende organisaties, de dienst die het regionaal overleg in de welzijnssector ondersteunt, de administratie van het Vlaams Agentschap en de vertegenwoordigers van de personen met een handicap zelf. Het secretariaat van de CRZ wordt gehouden binnen het Provinciebestuur.

## Functie
Het kan zijn dat de cliënt een positieve beslissing van het Vlaams Agentschap heeft ontvangen voor begeleiding of voor opname, maar er geen plaats is in de voorziening naar keuze. Wanneer de cliënt zich vervolgens laat registreren op de CRZ, bemiddelt de CRZ bij het zoeken naar een geschikte (tijdelijke) oplossing.